# Far Away (canção de Ayumi Hamasaki)
"Far away" e o décimo quinto single da cantora Ayumi Hamasaki lançado dia 17 de maio de 2000, é o segundo da Trilogia Hamasaki. A canção foi utilizada como tema nos comerciais de celulares "KDDI TU-KA". O single estreou na 2ª posição na parada musical Oricon e ficou por treze semanas na parada de single, foi certificado 2x platina pela RIAJ, pelas mais de 500 mil cópias vendidas.

## Faixas
| N.º            | Título                                   | Duração |  |
| 1.             | "Far away (Original Mix)"                | 5:35    |  |
| 2.             | "Far away (Crafty Remix)"                | 5:18    |  |
| 3.             | "Far away (Main Radio Mix)"              | 4:45    |  |
| 4.             | "appears (Junior's Club Mix)"            | 9:42    |  |
| 5.             | "Far Away (HAL's Mix 2000)"              | 4:12    |  |
| 6.             | "Far away (Ocean View Remix)"            | 5:31    |  |
| 7.             | "End Roll (Da Urban Maesto mix)"         | 6:04    |  |
| 8.             | "Far away (Huge Mutual-Tried Mix)"       | 3:18    |  |
| 9.             | "Far away (POP 'e.a.' Mix II)"           | 4:51    |  |
| 10.            | "Far away (Dub's Mute & Feedback Remix)" | 6:13    |  |
| 11.            | "Far away (Original Mix -Instrumental-)" | 5:32    |  |
| Duração total: | Duração total:                           | 61:01   |  |

## Oricon & Vendas
| Parada                | Posição | Total de Vendas | Semanas |
| --------------------- | ------- | --------------- | ------- |
| Oricon Parada Diária  | 1       | 510,460         | 13      |
| Oricon Parada Semanal | 2       | 510,460         | 13      |
| Oricon Parada Anual   | 43      | 510,460         | 13      |